# Tuvalu főkormányzói
A főkormányzó Tuvaluban a brit uralkodó, mint Tuvalu uralkodójának képviselője, az ország államfője, és az uralkodó távolléte idején minden irányítói jog rászáll. A tisztség 1978. október 1. óta létezik, ekkor lett Tuvalu önálló állam.

## Főkormányzók
- Sir Fiatau Penitala Teo (1978–1986)
- Sir Tupua Leupena, (1986–1990)
- Sir Toaripi Lauti, (1990–1993)
- Sir Tomu Sione, (1993–1994)
- Sir Tulaga Manuella (1994–1998)
- Sir Tomasi Puapua (1998–2003)
- Faimalaga Luka (2003–2005)
- Sir Filoimea Telito (2005–2010)
- Sir Kamuta Latasi (megbízott főkormányzó, 2010)
- Sir Iakoba Italeli (2010–2019)
- Teniku Talesi (megbízott főkormányzó, 2019–2021)
- Samuelu Teo (megbízott főkormányzó, 2021)
- Sir Tofiga Vaevalu Falani (2021–)